# 雙人滑
雙人滑是兩人進行滑冰的項目，在一開始的冬季奧運會上便是正式項目。

## 內容
比賽內容與單人滑相同，都包括了短節目和自由滑，雙人滑須由一男一女所組成。和單人滑相同，首天的賽事為雙人短節目，次天是雙人自由滑，雙人短節目得分佔總得分的三分之一，後者佔總得分的三分之二。
雙人滑的兩個項目都要男女二人共同進行，運動員除了要有單人技術外，也要做出一些规定動作，例如：「單臂或雙臂頭上撐舉」、「雙人旋轉」、「螺旋線」、「抛跳」等，此外可選用單人滑的全部自由滑動作內容以及動作進行編排。

## 短节目
時間: 2分40秒±10秒
- 一個指定動作的撐舉（英语：pair skating lift）
- 一個至少兩圈的捻轉（英语：Twist lifts）
- 一個至少兩圈的拋跳
- 一個至少兩圈的個別跳躍
- 一個指定用刃的螺旋線
- 一組指定步法(spiral sequence 或 step sequence)
- 一個指定樣式的組合旋轉(各自型、並列型、接觸型)

### 長曲
- 三組撐舉（英语：pair skating lift）
- 一組捻轉（英语：Twist lifts）
- 二組拋跳
- 一組接觸旋轉
- 一組影子旋轉
- 一組個別跳躍
- 一組組合跳躍
- 一組螺旋線
- 一組步法